# Максим Марків
Максим Марків (англ. Maksym Markiv, хресне ім'я Михайло; 22 жовтня 1899, Тинів — 27 травня 1988, Глен-Коув, США) — український церковний діяч, ієромонах-василіянин, душпастир і місіонер у Галичині, Аргентині, Канаді, Англії і США, перший протоігумен Американської провінції ЧСВВ (1948—1951).

## Життєпис
Михайло Марків народився 22 жовтня 1899 року в селі Тинів біля Дрогобича в сім'ї Василя Марківа і його дружини Марти з дому Бойчук. У 19 років вступив у ряди Українських січових стрільців, а потім в Українську галицьку армію. Потрапив у польський полон і був інтернований у таборі полонених у Вадовицях, де пробув понад два роки. Після звільнення 18 лютого 1921 року вступив до Василіянського Чину на новіціят у Крехівський монастир. На облечинах прийняв монаше ім'я Максим. 10 жовтня 1922 року склав перші обіти, а вічні вже під час студій — 22 грудня 1925 року. Вчився у студійних домах ЧСВВ: гуманістику в Крехові (1922—1923) і Лаврові (1923—1924, тут також ще один рік риторики 1924—1925), філософію в Кристинополі (1925—1927), а богослов'я в Крехові (1927—1928) і Кристинополі (1928—1930). У Кристинополі 1 грудня 1929 року Максим Марків отримав ієрейські свячення з рук владики Йосафата Коциловського.
Після висвячення отримав призначення до Крехівського монастиря, де був помічником вчителя новиків, викладав латинську мову і обряди, був катехитом у школі, провадив Апостольство молитви і Товариство доброї смерті. Восени 1931 року призначений на префекта і професора латинської мови в Місійному інституті імені святого Йосафата в Бучачі. Наприкінці жовтня 1933 року виїхав на місійну працю до Сполучених Штатів Америки до Чикаго, де став сотрудником при храмі святого Миколая, їздив на місії. У 1942 році василіяни отримали від єпископа церкву святого Юрія на Мангеттені в Нью-Йорку, яка мала великі борги. Отець Максим Марків був призначений ігуменом для тамтешньої василіянської спільноти і адміністратором парафії святого Юра. За короткий час йому вдалося повернути всі парафіяльні борги. Заснував у Нью-Йорку ще кілька парафій, придбавши для них відповідні церкви, започаткував радіомовлення та василіянське видавництво «Доброго Пастиря». Придбав кілька домів, у яких василіяни відкрили парафіяльну школу і вищу школу — Академію святого Юра. У 1944 році за його стараннями придбано маєток Джона Олдреда в Глен-Коуві — монастир святого Йосафата, що став спочатку студійним домом, а потім також осідком новіціяту.
У 1948 році став першим протоігуменом новозаснованої провінції Успіння Матері Божої отців василіян у США. У 1951 році в Нью-Йорку отець Марків став жертвою фінансового скандалу і парафія святого Юра втратила значну суму грошей, він взяв усю вину на себе, зрікся з уряду протоігумена й виїхав до Аргентини. Упродовж 1952—1955 років своїми місійними науками (за цей час він дав 52 місії) відродив релігійне життя українських емігрантів у Аргентині. З березня 1955 року наступні 20 років працював у Канаді в Грімсбі, з них два роки (1967—1968) на місіях в Англії (тоді він дав 81 місію). З 1975 року проживав у Глен-Коуві.
Помер 27 травня 1988 року в Глен-Коуві. Похований на українському католицькому цвинтарі Святого Духа у Кампбелл-Голл (Гемптонбурґ, округ Оранж, штат Нью-Йорк.